# Jocs Olímpics d'Hivern de 1964
Els Jocs Olímpics d'Hivern de 1964, oficialment anomenats IX Jocs Olímpics d'Hivern, es van celebrar a la ciutat d'Innsbruck (Àustria) entre els dies 29 de gener i 9 de febrer de 1964. Hi participaren un total de 1.091 esportistes (892 homes i 199 dones) de 36 comitès nacionals que competiren en 8 esports i 34 especialitats.

## Ciutats candidates
En la 55a Sessió del Comitè Olímpic Internacional (COI) realitzada a Múnic (Alemanya Occidental) el 26 de maig de 1959 s'escollí la ciutat d'Innsbruck (Àustria) com a seu dels Jocs Olímpics d'hivern de 1964 per davant de:
| Ciutat    | CON       | Ronda 1 |
| Innsbruck | Àustria   | 49      |
| Calgary   | Canadà    | 9       |
| Lahti     | Finlàndia | -       |

## Comitès participants
En aquests Jocs Olímpics participaren un total de 1.091 competidors, entre ells 892 homes i 199 dones, de 36 comitès nacionals diferents.
Participaren per primera vegada en uns Jocs Olímpics d'hivern el comitè de Corea del Nord, Índia i Mongòlia; retornaren Bèlgica, Grècia, Iran, Iugoslàvia i Romania. Deixaren de participar Nova Zelanda i Sud-àfrica.
Els equips alemanys de l'Alemanya Occidental i l'Alemanya Oriental participaren plegats sota la denominació d'Equip Unificat d'Alemanya.
| - Alemanya (96) - Argentina (12) - Austràlia (5) - Àustria (83) - Bèlgica (8) - Bulgària (7) - Canadà (55) - Corea del Nord (13) - Corea del Sud (7) - Dinamarca (2) - Espanya (6) - Estats Units (90) |  | - Finlàndia (51) - França (24) - Grècia (3) - Hongria (28) - Índia (1) - Iran (4) - Islàndia (5) - Itàlia (61) - Iugoslàvia (30) - Japó (47) - Liechtenstein (6) - Líban (4) |  | - Mongòlia (13) - Noruega (58) - Països Baixos (6) - Polònia (50) - Regne Unit (36) - Romania (26) - Suècia (57) - Suïssa (72) - Turquia (5) - Txecoslovàquia (46) - Unió Soviètica (69) - Xile (5) |

## Esports disputats
Un total de 8 esports foren disputats en aquests Jocs Olímpics, realitzant-se un total de 34 proves. Respecte a l'edició anterior retornà la prova de bobsleigh i s'introduí la prova de luge. En aquesta edició l'eisstock fou considerat esport de demostració.

## Fets destacats
- Els Jocs es veieren afectats per la mort de l'esquiador alpí australià Ross Milne, el corredor de luge britànic Kazimierz Kay-Skrzypeski. Tres anys abans dels Jocs l'equip sencer nord-americà de patinatge artístic sobre gel moriren en un accident d'avió mentre es dirigien al Campionat del Món de patinatge artístic a Praga. Aquest fet feu cancel·lar aquell campionat i feu que els Estats Units haguessin de crear un nou equip per als Jocs.
- La soviètica Lidiya Skoblikova es convertí en la reina dels Jocs en aconseguir la victòria en les quatre proves de patinatge de velocitat sobre gel, un fet que no aconseguí un home fins Eric Heiden en els Jocs Olímpics d'Hivern de 1980.
- El corredor de bobsleigh italià Eugenio Monti fou guardonat amb la Medalla Pierre de Coubertin per l'ajuda prestada a Tony Nash i Robin Dixon, perdent així la medalla d'or.
- En esquí alpí les germanes franceses Christine i Marielle Goitschel aconseguiren finalitzar primera i segona en la prova d'eslàlom, intercanviant-se les posicions en la prova d'eslàlom gegant.

## Medaller
Deu comitès amb més medalles en els Jocs Olímpics de 1964. País amfitrió ressaltat.
| Jocs Olímpics d'hivern de 1964 | Jocs Olímpics d'hivern de 1964 | Jocs Olímpics d'hivern de 1964 | Jocs Olímpics d'hivern de 1964 | Jocs Olímpics d'hivern de 1964 | Anells Olímpics |
| Posició                        | País                           | Or                             | Plata                          | Bronze                         | Total           |
| 1                              | Unió Soviètica                 | 11                             | 8                              | 6                              | 25              |
| 2                              | Àustria                        | 4                              | 5                              | 3                              | 12              |
| 3                              | Noruega                        | 3                              | 6                              | 6                              | 15              |
| 4                              | Finlàndia                      | 3                              | 4                              | 3                              | 10              |
| 5                              | França                         | 3                              | 4                              | 0                              | 7               |
| 6                              | Alemanya                       | 3                              | 3                              | 3                              | 9               |
| 7                              | Suècia                         | 3                              | 3                              | 1                              | 7               |
| 8                              | Estats Units                   | 1                              | 2                              | 3                              | 6               |
| 9                              | Països Baixos                  | 1                              | 1                              | 0                              | 2               |
| 10                             | Canadà                         | 1                              | 0                              | 2                              | 3               |

### Medallistes més guardonats
Categoria masculina
| Nom              | CON       | Disciplina      | Or | Plata | Bronze | Total |
| Eero Mäntyranta  | Finlàndia | Esquí de fons   | 2  | 1     | 0      | 3     |
| Sixten Jernberg  | Suècia    | Esquí de fons   | 2  | 0     | 1      | 3     |
| Toralf Engan     | Noruega   | Salt amb esquís | 1  | 1     | 0      | 2     |
| Veikko Kankkonen | Finlàndia | Salt amb esquís | 1  | 1     | 0      | 2     |
| Assar Rönnlund   | Suècia    | Esquí de fons   | 1  | 1     | 0      | 2     |

Categoria femenina
| Nom                 | CON            | Disciplina             | Or | Plata | Bronze | Total |
| Lidiya Skoblikova   | Unió Soviètica | Patinatge de velocitat | 4  | 0     | 0      | 4     |
| Klàvdia Boiàrskikh  | Unió Soviètica | Esquí de fons          | 3  | 0     | 0      | 3     |
| Christine Goitschel | França         | Esquí alpí             | 1  | 1     | 0      | 2     |
| Marielle Goitschel  | França         | Esquí alpí             | 1  | 1     | 0      | 2     |
| Ievdokia Mekxilo    | Unió Soviètica | Esquí de fons          | 1  | 1     | 0      | 2     |